# Allanhancockia
Allanhancockia es un género de foraminífero bentónico de la Subfamilia Entolingulininae, de la Familia Glandulinidae, de la Superfamilia Polymorphinoidea, del Suborden Lagenina y del Orden Lagenida. Su especie-tipo es Allanhancockia luculenta. Su rango cronoestratigráfico abarca el Holoceno.

## Discusión
Clasificaciones previas incluían Allanhancockia en la Superfamilia Nodosarioidea.

## Clasificación
Allanhancockia incluye a las siguientes especies:
- Allanhancockia bisellaris
- Allanhancockia chathamensis
- Allanhancockia compacta
- Allanhancockia curvitubulata
- Allanhancockia luculenta
- Allanhancockia meijensis
- Allanhancockia prolata
- Allanhancockia semisymmetrica
- Allanhancockia spiniformis
- Allanhancockia subglobosa

Otra especie considerada en Allanhancockia es:
- Allanhancockia lineosubtilis, de posición genérica incierta